# Trepča (Gvozd)
Trepča is een plaats in de gemeente Gvozd in de Kroatische provincie Sisak-Moslavina. De plaats telt 9 inwoners (2001).